# Skorost
Pour plus de détails, voir Fiche technique et Distribution.
Skorost (Скорость) est un film soviétique réalisé par Dmitri Svetozarov, sorti en 1983,.

## Fiche technique
- Photographie : Sergeï Astakhov
- Musique : Alexandre Koutikov, Andreï Makarevitch, Alexandre Zaïtsev
- Décors : Youri Pougatch
- Montage : Irina Gorokhovskaia